# 光る風
『光る風』（ひかる かぜ）は、山上たつひこが1970年4月から11月にかけて「週刊少年マガジン」に連載した近未来ディストピア漫画。作者の初期の代表作である。
軍事国家化が進む架空の近未来日本を舞台とする。「愛国心」という名の狂気へと突き進む政府、狡猾に操る巨大権力、簡単に洗脳され人間性を失って行く国民。抗おうとする若者たちは容赦なく踏みにじられていく。

## ストーリー
主人公の六高寺弦はガチガチの軍人の家系に生まれた。芸術家的気質のある彼は父母や兄に隔意を抱いていた。ある日、兄と共に夜の街を歩いている時に、警察に射殺される同級生の吉本を目撃して衝撃を受ける。吉本は隠れて募金活動をしており、警察の呼びかけにも応じず逃走したというだけの理由であった。弦は世の中がおかしくなっているという実感を抱く。しかし代々軍系の家柄の出身である為に、元教師の大杉に賛同して同じ活動をしていた同級生の寺島と金城にも受け入れられなかった。弦は家を出て一人暮らしを始める。夜学に通いながら、社長も社員も一癖も二癖もある旭出版にアルバイトの口を見付ける。
ある日、社長の古谷が三光会の男と商談しているのを目撃し、「三光」の意味を調べて軍国主義復活を狙う団体と知った弦は社長を詰問した。社長の告白によると彼は「S県藻池村」の出身で、同村では30年以上前に謎の奇病が発生して700人以上の死者を出した。悲劇はそれで終らず、その後に村で生まれた子供の8割が奇形児であった。住民たちは全国の何か所かにある「出島」に押し込められ事実は隠蔽された。社長は養子に出されていたため、出島行きは免れたと言う。しかし藻池村の呪いからは逃れられず、生まれた娘は二目と見られぬ奇形児だった。社長は政治的な裏があると思われる藻池村事件の真相を暴くため、敢えて権力の忠僕である三光会に協力するふりをするのだと締め括った。
弦たちの思いにも関わらず、日本政府は遂にカンボジアに対する軍事行動を開始し、中性子爆弾の使用に踏み切った。これに抗議するデモ隊は全員射殺され制圧されたが、偶然にも弦は高熱を発して参加していなかった。弦の兄、光高も出征が決まり駅で見送りの人々に激励されていた。弦は唯々諾々と戦地に赴く兄を詰ったが、そのため既に洗脳されてしまっている見送りの群衆から集団リンチに合う。一方「出島」では国防隊が強引な徴兵を行なっていた。その過程で大量な武器が発見された。政府転覆を目論むグループのリーダーで奇形児の堀田は押収された武器をあきらめ島を脱出した。
弦は海岸の小屋で寺島と金城に匿われていた。皮肉なことにリンチで重傷を負ったことで彼らの信頼を得たのである。何度か出島を訪れていた寺島たちは堀田と懇意になっていて、ここで合流する予定だった。しかし堀田は顔見知りで無い弦を信用せず、彼を蚊帳の外に置いた。隙を見て会合に潜入した弦は、堀田の目指す社会は奇形児の彼による復讐でしか無いのではと指摘する。結局3人と堀田たちは相容れず、船で立ち去る堀田たちと袂を別った。その後、立ち寄った食堂に現れた国防軍の誘導尋問に引っ掛かって全員が逮捕された。激しい拷問を受ける弦を救い出して連れ去ったのは、憲兵の天勝大尉であった。
弦が寺島たちとも引き離され連れて来られたのは、表向きは精神病院の建物であった。無宿人たちが集められて、地下で謎の工事が行われていた。工事はアメリカ主導で行われているらしく、天勝はそれを面白く思ってはいないが、「患者」たちが工事の終わった暁には全員殺害されるのが既定路線である事には変りが無かった。弦は病室で知り合った男と、汲み取り便所と排出口を利用して脱出に成功する。弦は実家に電話をかけ、お手伝いの雪（姓は設定されていない）から兄の光高が負傷で戻っている事を知った。帰郷した弦が見たのは手足を全て失い、変わり果てた姿となった光高だった。光高の負傷は戦闘によるものでは無く、事故に因るものだった。それもアメリカ主導による実験に、日本人だけが従事させられた結果であった。
六高寺家を訪れていた国防軍関係者が伴った米諜報局のスタッカは悪びれもせず、その事実を父である吉次郎に話し、光高が死んだ後は研究のため遺体を引き渡すよう契約書を取り交わそうとした。初めて連綿と続いた家訓に疑問を抱いた吉次郎は、一刀のもとにアメリカ人を切り殺した。光高も自分の手で引導を渡そうとした吉次郎であったが、雪にも拒絶された光高は既に入水自殺を遂げていた。使用人たちに暇を出すと告げ弦も締め出した吉次郎は「もうあなたに従うのはごめんだ」と言う母文江をも切り殺し、屋敷に火を放って自らも割腹自殺を遂げた。警察から逃れて身を隠した小屋で、弦と雪は初めて結ばれた。
焼け跡に残された一家3人の遺体は国防省により、軍部の意向に反しアメリカ軍諜報部員を殺害したかどで晒し物にされた。怒りを以って見つめていた雪に声を掛けたのは、かつての弦の雇い主である旭出版の古谷であった。彼は弦に藻池村の調査を続けていた事を話し、弦の兄の件も藻池村の件も生化学兵器の「事故」だったのだろうと結論付けた。そして娘が死んだことと、出島に収容されることを告げて去って行った。例の「工事」は日本軍の手を離れ、米軍に引き継がれることになった。当然、天勝にとっては面白い事では無く、工事の全容を知らせろと迫ったが受け入れられることは無かった。
天勝たちは米軍諜報局に押し入り、邪魔者は容赦なく射殺しながら中枢部に入り込んだ。結局アメリカ軍は日本人を助ける気など無く、自分たちだけが助かろうとしている事が判明した。天勝がアメリカ人たちを射殺する一方で弦と雪は当局の追求から逃れようとしていた。そこに大地震が襲って全てを呑み込み、天勝も巻き込まれて死亡した。震災に乗じて国防省は労働組合の指導者や反政府主義者を次々に投獄した。弦は配給の列に並んでいたが、その手に抱えられた包みの中身は雪の頭蓋の遺骨であった。壁新聞には堀田一派が国会と放送局を襲撃し、200人が検挙された旨が報じられていた。
恋人も全ての希望も失った弦は軍隊の行進の中に、同級生でかつての同士でもあった寺島の姿を見たように思った。それは転向したかも知れない友を求めているという自虐的な敗北感が見せているのかも知れないと思い、行進を追うのをやめた。あてども無く彷徨う内に力尽きて倒れた。弦は自分が何歳で、いつの時代に生きていたのかすら分からなくなって、身体が重くなり意識が遠のいていった。そして激しい風が一条の光を伴って、彼の肉体にわずかにしがみ付いていた意識を遥か遠くに吹き飛ばした。

## 憶測や風聞
漫画の結末はやや唐突な印象を与えるもので、そのため様々な憶測を生んだ。曰く作者の山上が連載中に右翼に刺されたために連載が打ち切られた。結果的に山上はギャグマンガへの転向を余儀なくされた。果ては山上は当局に捕まり、人格改造を受けたと言う噂まであった。
「フリースタイル」編集長の吉田保によれば、これらは全てデマである。作者から直接「打ち切りでは無くて、予定通りの完結であった」と聞いたと言う。

## 評価
山上自身によると『光る風』などで漫画のメインストリートに立ったが、居心地の悪さを感じていたという。やがてそれは自分の絵と自身の好みが乖離しているためだと気付く。そして『喜劇新思想大系』などのドタバタ喜劇にシフトしていくに連れ、絵柄と方向性が一致していった。
米沢嘉博は、かつて美しかった恋人の変わり果てた躯を、無残に変貌した世界の象徴と捉える。失われた国家に対する愛、家族に対する愛、恋人に対する愛を胸に抱いて主人公は大地に倒れ伏して世界と一体となり息絶える。これは基本的には悲劇的に終わるラブストーリーである。
表智之は、当時の読者にとっては70年代安保闘争や米軍による枯葉剤を想起させた筈であり、現在（※2016年）においても予見と警鐘を感じさせ古びてはいないと述べる。そして「……本作は作者個人の思想や情念によってではなく、ある種の社会科学的分析から紡ぎだされた政治寓話であり、……山上たつひこの真骨頂を示す、SF作品なのである。」と結んでいる。

## 書誌情報
- 『光る風 (全2巻 サンミリオンコミックス)』朝日ソノラマ、1972年。全国書誌番号:45007856。
- 『光る風 (全3巻 サン・コミックス)』朝日ソノラマ、1975年。全国書誌番号:45007857。
- 『光る風 (ソノラマ漫画文庫)』朝日ソノラマ。

1. 1976年。 全国書誌番号:75084917
2. 1976年。 全国書誌番号:75086606

- 『光る風 改訂版 (全2巻 Sun million comics)』朝日ソノラマ、1979年。全国書誌番号:79011132。
- 『光る風 (Sun wide comics)』朝日ソノラマ。

1. 1986年。 全国書誌番号:87003256
2. 1986年。 全国書誌番号:87003257

- 『山上たつひこ選集 (11) 光る風1』双葉社、1992年。ISBN 978-4575990188。
- 『山上たつひこ選集 (12) 光る風2』双葉社、1992年。ISBN 978-4575990195。
- 『光る風 (ちくま文庫)』筑摩書房。
  - 上巻 1997年。 ISBN 978-4480033598
  - 下巻 1997年。 ISBN 978-4480033604
- 『光る風』小学館クリエイティブ、2008年。ISBN 978-4778030803。
  - フリースタイル、2015年、ISBN 978-4939138768